# Xanthopan praedicta
Espèce
Xanthopan praedicta est une espèce de Lépidoptères (papillons) de la famille des Sphingidae (Sphinx).
De 1903 à 2021, ce taxon fut considéré comme une sous-espèce du genre Xanthopan sous le nom scientifique de Xanthopan morganii praedicta, ou « papillon de Darwin » et « papillon de Wallace ». En 2021, son rang taxonomique est élevé, de sous-espèce à espèce, par Joël Minet et al., le distinguant de l'espèce Xanthopan morganii à partir d'une comparaison morphologique et moléculaire, notamment barcoding moléculaire.
Ce taxon a la particularité d'avoir été suggéré par Charles Darwin en 1862, avant d'être théorisé par Alfred Russel Wallace en 1867 et d'avoir été découvert en 1903 par Lionel Walter Rothschild et Karl Jordan. 

## Prédiction
C'est l'observation de la fleur de l'espèce Angraecum sesquipedale (aussi nommée « étoile de Madagascar » ou « orchidée de Darwin »), dotée d'un éperon d'environ 35 cm, qui suggère à Charles Darwin qu'un insecte doit avoir une trompe suffisamment grande pour en récolter le nectar et la polliniser. Faute d'une observation, l'hypothèse de Darwin n'est pas considérée par ses contemporains jusqu'à ce que Alfred Russel Wallace remarque que l'espèce africaine Xanthopan morganii a une trompe presque assez grande pour atteindre le nectar ; il théorise alors qu'un papillon similaire doit exister à Madagascar. En 1903, Lionel Walter Rothschild et Karl Jordan découvrent un papillon qui correspond aux prédictions de Darwin et Wallace, et choisissent de leur rendre honneur en l'appelant Xanthopan morganii praedicta, un nom forgé avec l'adjectif latin « praedicta » qui renvoie à cette prédiction,.

## Systématique
Le nom valide complet (avec auteur) de ce taxon est Xanthopan praedicta Rothschild & Jordan, 1903.